# スターシップランデブー
『スターシップランデブー』（STAR SHIP RENDEZVOUS）は、1988年にARKLIGHTが開発し、スキャップトラストが発売した日本のコンピュータゲーム。

## 概要
アクションゲームの要素を持つアダルトゲーム。

## ゲーム内容
人類の宇宙進出、ワープ航法のテストが繰り返されていた頃、突如ブラックホール、ホワイトホールとも異なるSH（スペースホール）が出現、謎を解くためにSHへ向かう全ての宇宙船は消息を絶ってしまい、SH付近一帯は航行禁止区域となる。時が経ち、突然SHの近くに正体不明の宇宙船が現れる。プレイヤーは単独でその宇宙船を目指す。
本作は、アクションシーンとスペシャルステージ（いわゆるアダルトシーン）の2ステージからなる。

### アクションシーン
後のスペシャルステージで使用するアイテムを集めながら、女戦士を捜し、捕まえる。ショックガンを使用して気絶させないと捕まえることが出来ない。スタミナが無くなるとゲームオーバーとなる。

### スペシャルステージ
秘密を吐かせるためにアイテムを駆使して女戦士のレスポンスを最高にすることが目的。レスポンスが高まると、上着、下着を剥ぎ取ることができる。アイテムで攻める場所によってレスポンスの上がり方が異なる。スタミナが無くなるか、レスポンスが最高になる前にガーダーが到着するとゲームオーバー。

## スタッフ
- 音楽 PC-8801/9801版 崎元仁（Ymo H.S名義）、岩田匡治（IAM名義）
- 音楽 X68000版 永田英哉